# Oberrode
Oberrode ist ein Stadtteil der osthessischen Stadt Fulda.

## Geographie
Oberrode liegt im Westen der Kernstadt Fuldas. Im Norden grenzt Oberrode an Besges, im Osten an Mittelrode und im Südosten an Niederrode. Oberrode ist von Südost bis Nordwest vom Gieseler Forst umschlossen, sodass das kleine Dorf heute immer noch den dörflichen Charakter mit Bauernhöfen und vielen Feldern besitzt.
Das Dorf ist von drei Seiten mit Wald umgeben als Teil des Rodetals.

## Geschichte

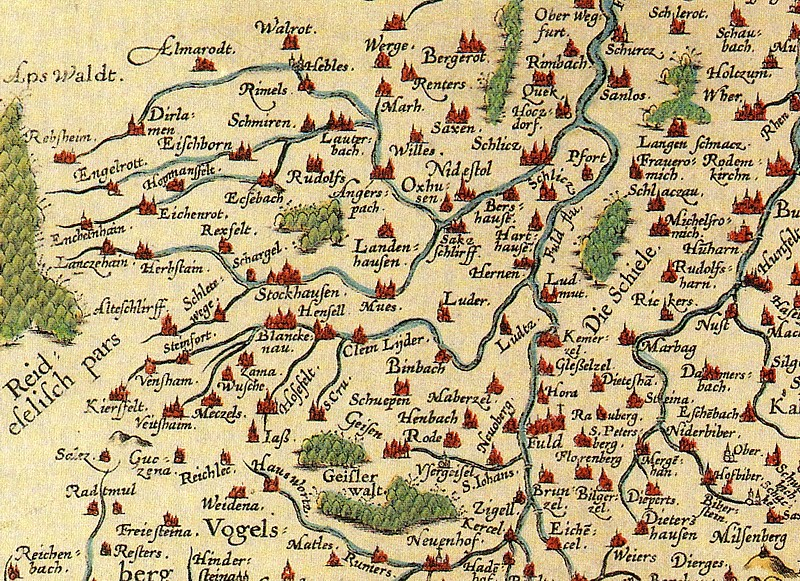
Lage von Rodaha (Rode) auf einer Kartes des Hochstifts Fulda von 1574

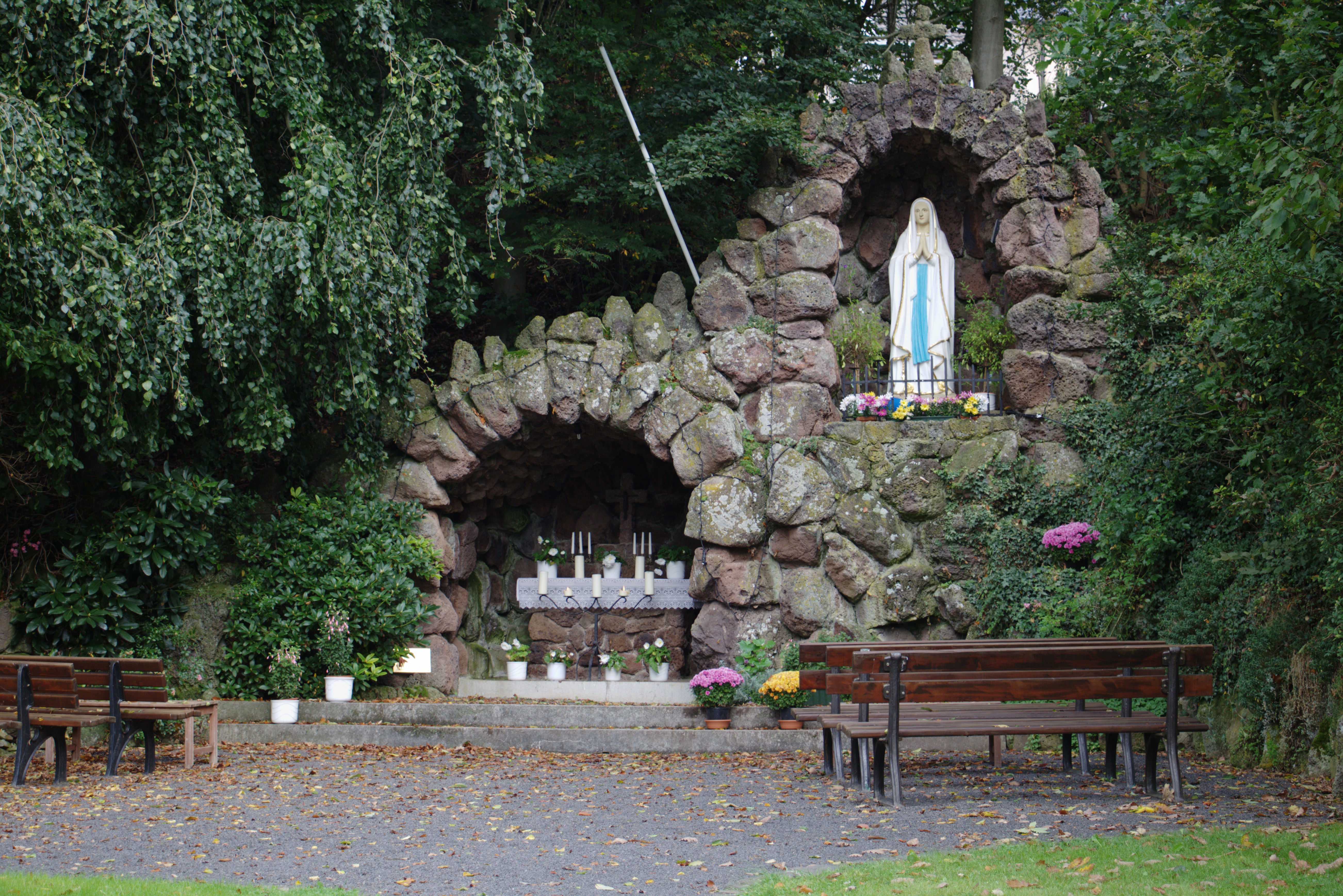
Die Lourdesgrotte

Der Ort wurde im Jahr 1020 gegründet, der Name weist im Wortteil "Rode" auf eine Rodung hin.

## Neugliederung
Am 1. August 1972 wurde die bis dahin selbständige Gemeinde Oberrode im Zuge der Gebietsreform in Hessen kraft Landesgesetz in die Stadt Fulda eingegliedert.

### Einwohnerentwicklung
| • 1812: | 18 Feuerstellen, 125 Seelen |

| Oberrode: Einwohnerzahlen von 1812 bis 2017 | Oberrode: Einwohnerzahlen von 1812 bis 2017 | Oberrode: Einwohnerzahlen von 1812 bis 2017 | Oberrode: Einwohnerzahlen von 1812 bis 2017 | Oberrode: Einwohnerzahlen von 1812 bis 2017 |
| --- | ------------------------------------------- | ------------------------------------------- | ------------------------------------------- | ------------------------------------------- |
| Jahr |                                             |                                             |                                             | Einwohner                                   |
| 1812 | 1812                                        |                                             | 125                                         | 125                                         |
| 1834 | 1834                                        |                                             | 194                                         | 194                                         |
| 1840 | 1840                                        |                                             | 205                                         | 205                                         |
| 1846 | 1846                                        |                                             | 190                                         | 190                                         |
| 1852 | 1852                                        |                                             | 173                                         | 173                                         |
| 1858 | 1858                                        |                                             | 172                                         | 172                                         |
| 1864 | 1864                                        |                                             | 201                                         | 201                                         |
| 1871 | 1871                                        |                                             | 172                                         | 172                                         |
| 1875 | 1875                                        |                                             | 168                                         | 168                                         |
| 1885 | 1885                                        |                                             | 187                                         | 187                                         |
| 1895 | 1895                                        |                                             | 197                                         | 197                                         |
| 1905 | 1905                                        |                                             | 195                                         | 195                                         |
| 1910 | 1910                                        |                                             | 198                                         | 198                                         |
| 1925 | 1925                                        |                                             | 206                                         | 206                                         |
| 1939 | 1939                                        |                                             | 226                                         | 226                                         |
| 1946 | 1946                                        |                                             | 321                                         | 321                                         |
| 1950 | 1950                                        |                                             | 326                                         | 326                                         |
| 1956 | 1956                                        |                                             | 315                                         | 315                                         |
| 1961 | 1961                                        |                                             | 311                                         | 311                                         |
| 1967 | 1967                                        |                                             | 357                                         | 357                                         |
| 1970 | 1970                                        |                                             | 363                                         | 363                                         |
| 1988 | 1988                                        |                                             | 407                                         | 407                                         |
| 2010 | 2010                                        |                                             | 508                                         | 508                                         |
| 2013 | 2013                                        |                                             | 514                                         | 514                                         |
| 2015 | 2015                                        |                                             | 528                                         | 528                                         |
| 2016 | 2016                                        |                                             | 524                                         | 524                                         |
| 2017 | 2017                                        |                                             | 519                                         | 519                                         |
| Datenquelle: Historisches Gemeindeverzeichnis für Hessen: Die Bevölkerung der Gemeinden 1834 bis 1967. Wiesbaden: Hessisches Statistisches Landesamt, 1968. Weitere Quellen: ; 2010,2012,2015: |                                             |                                             |                                             |                                             |

### Religionszugehörigkeit
Quelle: Historisches Ortslexikon
| • 1885: | 03 evangelische (= 1,60 %), 184 katholische (= 98,40 %) Einwohner |
| • 1961: | 15 evangelische (= 4,82 %), 294 katholische (= 94,53 %) Einwohner |

## Religion
In Oberrode steht die Kath. Kirche St. Hubertus von 1963

## Kultur und Sehenswürdigkeiten

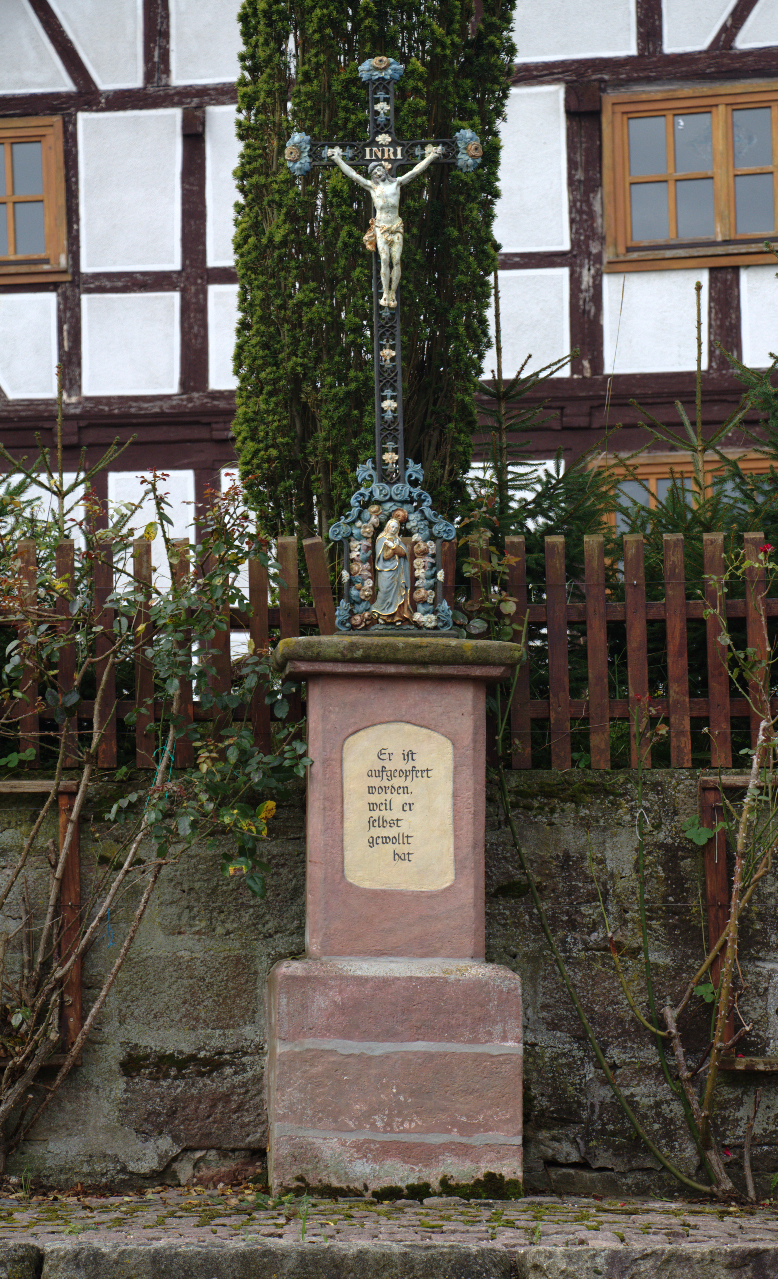
Ein Bildstock am Straßenrand in Oberrode

### Bauwerke
Die Kirche Sankt Hubertus wurde 1963 errichtet. Die Mariengrotte, eine Nachbildung der Lourdesgrotte, wurde 1949 geweiht.

### Vereine
Die örtlichen Vereine – Sportverein, Musikverein und Frauengemeinschaft – bereichern das kulturelle und sportliche Angebot. 

### Fastnacht
Oberrode ist außerdem eine „Hochburg“ der Fastnacht, mit eigenem Elferrat sowie Rosenmontagsumzug.

## Verkehr
Der Ort wird von der Fuldaer Stadtbuslinie 4 und 60 angefahren. Der nächstgelegene Bahnhaltepunkt befindet sich in Großenlüder-Bimbach, circa vier Kilometer von Oberrode entfernt. Der Fuldaer Bahnhof liegt etwa acht Kilometer von Oberrode entfernt.
Die nächstgelegenen Autobahnanschlussstellen sind an der A 7 Fulda-Nord und Fulda-Mitte und das Autobahndreieck Fulda an A 7 und A 66. Der Fuldaer Westring sowie die Fuldaer Innenstadt lassen sich über die Landesstraße 3139 erreichen.